# District de Marmande
Le district de Marmande est une ancienne division territoriale française du département de Lot-et-Garonne de 1790 à 1795.
Il était composé des cantons de Marmande, Duras, Levignac, Meilhan, Sainte Bazeille et Seiches.